# Pineapple
Pour les articles homonymes, voir Pineapple (homonymie).
Le Pineapple est une variante du poker dont le déroulement rappelle celui du Texas hold'em. Pineapple signifie « ananas » en anglais.

## Variantes
Il y a une distinction à faire entre le Pineapple et le Crazy Pineapple. En effet, lors d'une partie de Pineapple, une des trois cartes privatives reçues doit être jetée avant le flop, tandis que lors d'une partie de Crazy Pineapple elle est jetée avant la turn.
Le Pineapple n'est pas joué en compétition et reste une variante marginale du poker.

## Déroulement d'un coup
- Avant la distribution des cartes, les deux joueurs à la gauche du donneur doivent s'acquitter des blinds.
- Le joueur qui a le jeton du donneur, appelé aussi le bouton, distribue les cartes, sauf en présence d'un croupier, qui se charge alors de l'opération ; mais celui qui a le bouton est tout de même appelé donneur.
- La distribution se fait en trois tours horaires : chaque fois, une carte est donnée face cachée à chaque joueur. À la fin de la donne, les joueurs ont donc trois cartes, dont eux seuls ont connaissance contre deux au Texas hold'em. Le joueur a la responsabilité de protéger ses cartes, notamment lorsqu'il prend connaissance de son jeu. Ces trois cartes, les seules que le joueur recevra individuellement, ne seront éventuellement dévoilées qu'au moment de l'abattage showdown (en anglais).
- Après la distribution, commence un tour de mise pré-flop qui débute par le joueur à la gauche de la grosse blind et continue dans le sens horaire.
- Après le premier tour de mise, le donneur étale le flop après avoir brûlée une carte : trois cartes sont retournées faces visibles ; ces cartes sont communes à tous les joueurs. Combinées avec les trois cartes « privées » que chaque joueur tient cachées, elles serviront à la constitution des mains. Les cartes communes constituent le tableau board (en anglais).
- Nouveau tour de mises
- Avant que ne soit distribué la quatrième carte du tableau, chaque joueur toujours en jeu choisi une carte de son jeu et la défausse au milieu de la table face cachée
- Le donneur brûle une carte et en retourne une nouvelle au centre : le « tournant » ou encore fourth street qui servira aussi dans les combinaisons de chaque joueur.
- Nouveau tour de mises
- Le donneur brûle une dernière carte et en retourne une cinquième et dernière au centre : la rivière ou encore fifth street.
- Dernier tour de mises
- L'abattage : les mains des joueurs encore en jeu s'affrontent.
- Chaque joueur présente une main de cinq cartes combinée comme il le désire de ses deux cartes privées et des cinq cartes du board. Le joueur ayant la meilleure main emporte le pot.
- Le donneur passe alors le bouton au joueur à sa gauche, celui qui était donc à la petite blind, un nouveau coup peut alors commencer.